# اوسوالدو سائس
اوسوالدو سائس (اسپانیایی: Osvaldo Sáez‎; ۲۹ دسامبر ۱۹۲۰ – ۹ ژوئیهٔ ۱۹۵۹) بازیکن فوتبال اهل شیلی بود.
از باشگاه‌هایی که در آن بازی کرده‌است می‌توان به باشگاه فوتبال سانتیاگو واندررس و باشگاه فوتبال کولو-کولو اشاره کرد.
وی همچنین در تیم ملی فوتبال شیلی بازی کرده‌است.